# أيوي (هيوغو)
مدينة أيوي (باليابانية: 相生) هي أحد المدن التابعة لمحافظة هيوغو. تأسست رسميًا في 01/10/1942. ويقدر عدد سكانها بـ 31973 نسمة حسب تقدير مكتب الإحصاء الياباني لعام 2012. تبلغ مساحة أيوي 90.45 كم2. بكثافة سكانية تبلغ 353 نسمة/كم2.